# Panama Hattie (film, 1942)
Pour les articles homonymes, voir Panama Hattie.
Pour plus de détails, voir Fiche technique et Distribution.
Panama Hattie (titre original) est un film musical américain réalisé par Norman Z. McLeod, Roy Del Ruth et Vincente Minnelli, sorti en 1942.

## Synopsis
Voir l'article consacré à la comédie musicale.

## Fiche technique
- Titre : Panama Hattie
- Titre original : Panama Hattie
- Réalisateur crédité : Norman Z. McLeod
- Réalisateurs non crédités : Roy Del Ruth (séquences additionnelles) et Vincente Minnelli (numéros musicaux)
- Scénario : Jack McGowan et Wilkie C. Mahoney (crédité Wilkie Mahoney), d'après le livret d'Herbert Fields et B.G. DeSylva, pour la comédie musicale Panama Hattie, créée à Broadway en 1940
- Contributions au scénario (non crédités) : Mary C. McCall Jr., Lillie Messinger, Vincente Minnelli et Joseph Schrank
- Musique et paroles : Cole Porter
- Directeur musical : George Stoll (+ musique additionnelle, non crédité à ce titre)
- Arrangements vocaux : Leo Arnaud, George Bassman et Conrad Salinger
- Directeur de la photographie : George J. Folsey
- Photographie additionnelle (non crédité) : Sidney Wagner
- Directeurs artistiques : Cedric Gibbons et John S. Detlie
- Décors de plateau : Edwin B. Willis et Hugh Hunt
- Costumes : Robert Kalloch (crédité Kalloch)
- Montage : Blanche Sewell et (non crédité) Frank E. Hull
- Producteur : Arthur Freed, pour la Metro-Goldwyn-Mayer
- Genre : Film musical
- Format : Noir et blanc
- Durée : 79 minutes
- Date de sortie :
  - États-Unis : septembre 1942

## Distribution
- Red Skelton : Red (nommé Nick Bullett dans la comédie musicale)
- Ann Sothern : Hattie Maloney
- Rags Ragland : Rags (reprenant son rôle, alors nommé Woozy Hogan, dans la comédie musicale)
- Ben Blue : Rowdy
- Marsha Hunt : Leila Tree
- Virginia O'Brien : Flo Foster (nommée Florie dans la comédie musicale)
- Dan Dailey (crédité Dan Dailey Jr.) : Dick Bulliard
- Alan Mowbray : Jay Jerkins (le valet de Dick)
- Jackie Horner : Geraldine 'Gerry' Bullet
- Lena Horne (elle-même) : La chanteuse au 'Phil's Place'
- James, Nyas et Warren Berry (eux-mêmes, crédités 'The Berry Brothers')

Et, parmi les acteurs non crédités :
- Carl Esmond : Lucas Kefler
- Lucien Prival : Hans
- Grant Withers : Patrouilleur fluvial